# شلال مانافجات

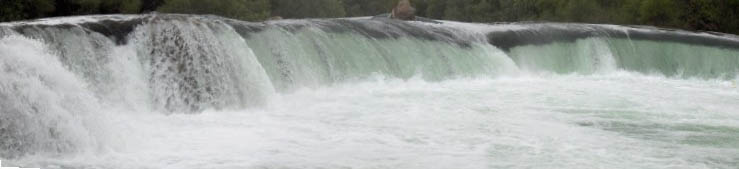
شلال ماجنافات

يقع شلال مانافجات على نهر مانافجات بالقرب من مدينة سِيده، على بعد 3 كم (2 ميل) شمال مانافجات، في محافظة أنطاليا جنوب غرب تركيا.
تتدفق المياه البيضاء الرغوية لشلالات مانافجات بقوة فوق الصخور. بالقرب من الشلالات توجد حدائق شاي مظللة توفر مكانًا لطيفًا للراحة. يقع سد أويمابينار على بعد 12 كم (7 ميل) شمال النهر. أثناء الفيضانات، عند حدوث فيضانات،  قد يختفي شلال مانافجات بسبب ارتفاع منسوب مياه نهر مانافجات.
تم وضع صورة للشلال على ظهر الأوراق النقدية فئة 5 ليرات تركية من 1968-1983.

## صور

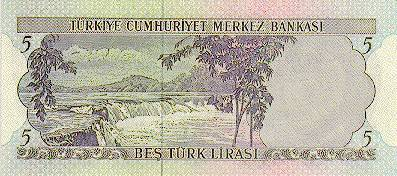
الشلالات خلف الورقة النقدية فئة 5 ليرات (1968-1983)
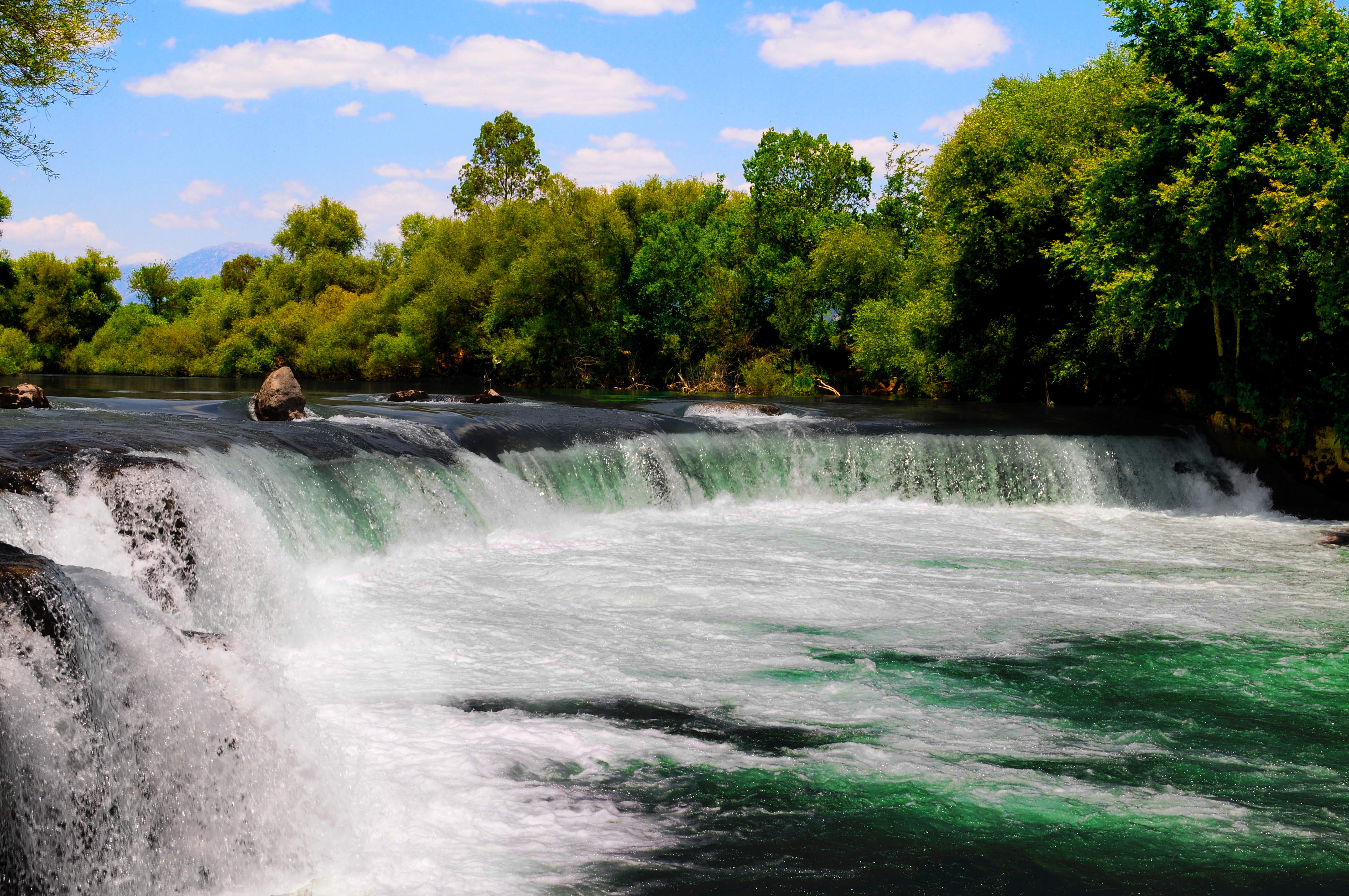
شلال مانافجات